# Gōnō
Gōnō (jap. hiragana ごの), pojam kojim se označavalo dobrostojeće ratare utjecajne u razdoblju Edou i eri Meiji. Zbog svog utjecaja bili su važni u mjesnoj upravi. Osim uloge u zakonskom poretku, važni su bili i u pobunama protiv sustava tj. u narodnim ustancima. Ponešto su pridonijeli evoluiranju seoskog društva. Ovaj zemljoposjednički sloj stanovništva nestao je ili je ga je upila mjesna buržoazija tijekom zemljišnoporezne reforme 1873. – 1881. godine.